# Scary Monsters and Nice Sprites (canción)
«Scary Monsters and Nice Sprites» (pronunciado [ˈskeəri ˈmɒnstəz ænd naɪs spraɪts]ⓘ en inglés estadounidense) es un sencillo del productor y disc-jockey estadounidense Skrillex. Es el primer sencillo y segundo track del extended play Scary Monsters and Nice Sprites, lanzado el 22 de octubre de 2010. Esta canción es considerada por varios medios como una de las canciones más importantes, tanto de la música dubstep como de la música dance, de la década del 2010.
La canción formó parte de la banda sonora de los videojuegos Major League Baseball 2K12 y Ridge Racer Unbounded. Además, el sencillo fue incluido en la banda sonora de la película Spring Breakers —dirigida por Harmony Korine—, que corrió a cargo de Skrillex junto con Cliff Martínez.

## Historia

### Lanzamiento
El 22 de octubre de 2010, la canción fue publicada en el EP homónimo de Moore, siendo este el segundo track del mismo. El sencillo se volvió muy popular en YouTube consiguiendo superar las 32 000 000 de visitas en poco más de 11 meses. A finales de agosto de 2012, esta consiguió sobrepasar las 100 000 000 de visitas.

Look at this. 
I'm a coward too. 
You don't need to hide, my friend. 
For I'm just like you.
Mira esto. 
También soy un cobarde. 
No necesitas esconderte, mi amigo. 
Porque soy yo como tú.

### 7.00!!! OMG!!! NEW PB! OMG!! OMG!!! SO CLOSE TO SIX!! OOMMGG!!!

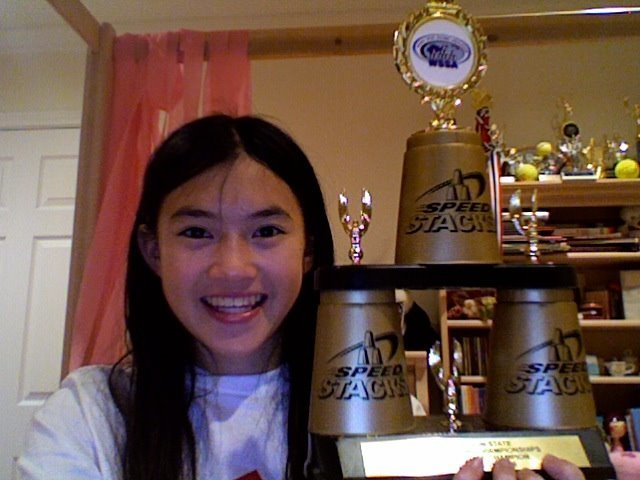
Rachael Nedrow en 2009.

«Scary Monsters and Nice Sprites» utilizó un sample de un vídeo viral titulado 7.00!!! OMG!!! NEW PB! OMG!! OMG!!! SO CLOSE TO SIX!! OOMMGG!!!, que mostraba como la joven portlanense Rachael Nedrow —conocida bajo el nombre de usuario speedstackinggirl— realizaba una prueba de cup stacking (traducido: apilamiento de tazas). El vídeo fue publicado el 12 de octubre de 2008 en YouTube y, para marzo de 2010, el vídeo había conseguido 240 000 visitas, número que aumentó a 400 000 en agosto de ese año.

«Mi amigo me envió este video de YouTube y solo pude reconocer mi voz. El copió directamente de mi video, simplemente se copió directamente de él. ¡Definitivamente pude escucharlo! Él (refiriendose a Skrillex) no pidió permiso, pero nos juntamos el año pasado. Terminó pagándome una regalía. No me lo esperaba. [...] Definitivamente fue extraño. Yo estaba como, “¿Qué? ¿Estoy en una canción ahora?”. Hasta el día de hoy es realmente extraño escuchar la canción. Es como, “Oh, ese soy yo de hace cuatro años”. La escuché cuando salió, de hecho, compré la canción, pero en ese momento ni siquiera estaba en iTunes porque aún no era tan popular. El dubstep no es lo mío, pero puedo disfrutarlo. Todo es algo surrealista para mí. ¿Estoy en una canción ganadora de un Grammy? Eso es una locura. Soy la chica “oh my gosh de Skrillex”, que es un título divertido. Creo que tuve suerte».
Rachael Nedrow, en una entrevista para The Chronicle en 2013.

### Remezclas
«Scary Monsters and Nice Sprites» tiene un total de 6 remezclas oficiales, repartidas en los extended play Scary Monsters and Nice Sprites y More Monsters and Sprites. El primero, Scary Monsters and Nice Sprites, cuenta con 2 remixes de parte del trío holandés NOISIΛ y del ruso-alemán Zedd. El segundo, More Monsters and Sprites, posee 4 remixes, realizados por el grupo francés Dirtyphonics, el productor italiano Phonat, el dúo estadounidense The Juggernaut y el productor estadounidense Kaskade.

## Ciencia

### Repelente de mosquitosAedes aegypti
| «El sonido de una famosa pieza del DJ Skrillex provoca que el peligroso mosquito de la fiebre amarilla copule menos y pique con menor frecuencia».—La Vanguardia |

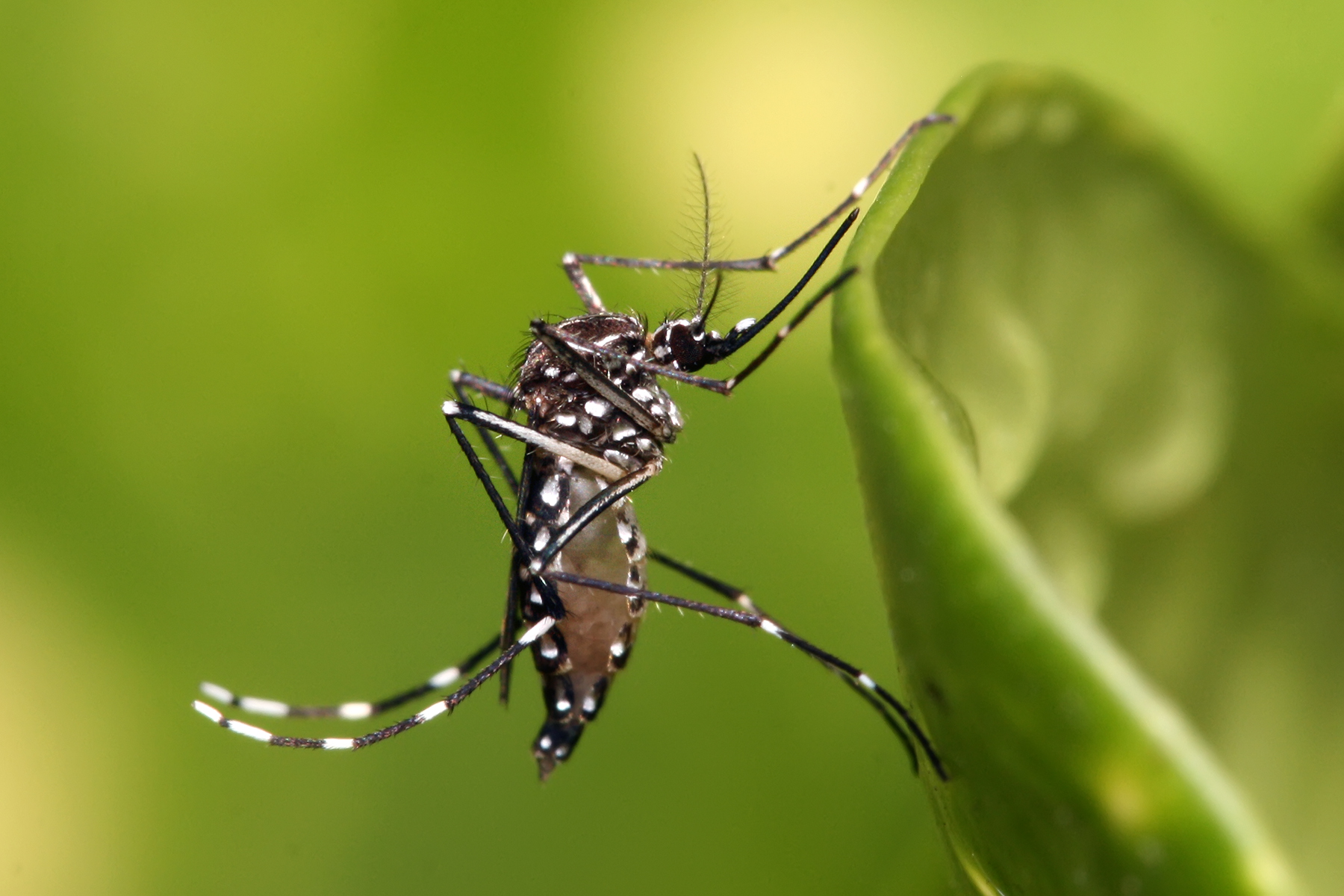
Un Aedes aegypti.

En 2019 fue publicado, en la revista Acta Tropica, un estudio realizado por un grupo de científicos malayos —Hamady Dieng, Ching Chuin The, Tomomitsu Satho, Fumio Miake, Erida Wydiamala, Nur Faeza A. Kassim, Nur Aida Hashim, Ronald E. Morales Vargas y Noppawan P. Moralesi— determinó que la canción «Scary Monsters and Nice Sprites» logra que el mosquito Aedes aegypti se reproduzca menos y ataque con menor frecuencia.
El experimento consistía en lo siguiente: Se sometió a un grupo de mosquitos aldutos en un ambiente silencioso y a otro a un ambiente musical compuesto por la canción «Scary Monsters and Nice Sprites» en bucle. «Las hembras Aedes aegypti mantenidas en el entorno sin música iniciaron las visitas a sus parejas antes que las del entorno de música activada. En cambio picaron significativamente menos a sus presas cuando fueron sometidas al ambiente con la música activada. [...] La observación de esta música puede demorar el ataque del huésped, reducir la alimentación de sangre e interrumpir el acoplamiento».

«¿Tiene sentido? Lo más curioso es que sí. Hace muchísimo tiempo que sabemos que el sonido tiene un papel muy importante en la reproducción, la supervivencia y el mantenimiento de la población de muchos animales. Nosotros entre ellos. En los insectos en concreto, sabemos que las vibraciones de baja frecuencia facilitan las interacciones sexuales, mientras que el ruido les corta el rollo. Es decir, muchos insectos usan claves sonoras tanto para relacionarse entre ellos como para detectar a sus 'víctimas' y el ruido los despista. En el caso concreto de los mosquitos, sabemos que responden las canciones y que los machos y las hembras necesitan armonizar sus tonos de vuelo para conseguir una cena romántica. Sin embargo, no sabíamos demasiado sobre el impacto de la música en el comportamiento de los mosquitos. Hasta que llegó «Scary Monsters and Nice Sprites». [...] Sí, a mi también me suena a Ig Nobel, no os preocupéis».
Xataka.

## Recepción

### Ventas y certificaciones
El 10 de abril de 2012, la canción «Scary Monsters and Nice Sprites» recibió certificación MC —Music Canada— platino por 80 000 ventas. El 3 de octubre de 2013, recibió doble certificación RIAA platino por lograr 2 000 000 de ventas.
| País           | Organismo certificador | Certificación | Ventas certificadas | Ref.   |
| -------------- | ---------------------- | ------------- | ------------------- | ------ |
| Canadá         | MC                     | Platino       | 80 000              | [ 16 ] |
| Estados Unidos | RIAA                   | 2× Platino    | 2 000               | [ 17 ] |

### Legado y reconocimientos
En 2013, el músico británico Zomboy dijo, en una entrevista para la revista Complex, lo siguiente: «La primera pista que escuché de Skrillex fue «Scary Monsters & Nice Sprites», y me encantó. Combinaba un aspecto melódico con la agresión del metal y fue una transición natural. Me encanta la melodía».

«En 2011, era un estudiante de secundaria que navegaba en foros web durante la clase de psicología, cuando uno de mis amigos me envió un mensaje con un extraño enlace de YouTube. "Mira esto más tarde", dijo, mientras ambos ignoramos a nuestro profesor. "Es una locura diferente". La campana sonó, los otros estudiantes salieron y yo me puse los auriculares. Lo que siguió sonó terrible: sintetizadores agresivos y una maníaca gritando: "Yes, oh my gosh", que luego me enteré que fue extraído de un video viral de una niña que supera su mejor tiempo personal de cup stacking. Pero cuando el ruido disminuyó, hubo otra voz, rasposa pero suave, sobre los centelleantes acordes de piano MIDI. "No necesitas esconderte, amigo mío, porque yo soy como tú", me aseguró. Esa fue la primera vez que escuché «Scary Monsters and Nice Sprites» de Skrillex. La escuché repetidas veces durante meses».
Noah Yoo para Pitchfork.

En una lista realizada por Billboard enumerando las mejores canciones dubstep de la historia —publicada en julio de 2016—, el sencillo «Scary Monsters & Nice Sprites» se posicionó en 2.° lugar, siendo únicamente superado por «AntiWar Dub» de Digital Mystikz. A finales de 2019, la canción «Scary Monsters and Nice Sprites» hizo aparición en la 4.° posición de las mejores canciones dubstep, según EDM.com, de la década del 2010. A su vez, la revista Billboard consideró a la canción como la 9.° mejor canción dance de los años 2010.

## Premios y nominaciones

### Premios Grammy
En los Premios Grammy de 2012 —ceremonia realizada el 12 de febrero—, el sencillo «Scary Monsters and Nice Sprites» fue nominado como mejor grabación dance. En dicho evento, Skrillex se llevó el gramófono dorado.
| Año  | Nominación                        | Categoría             | Resultado | Ref.   |
| ---- | --------------------------------- | --------------------- | --------- | ------ |
| 2012 | «Scary Monsters and Nice Sprites» | Mejor grabación dance | Ganador   | [ 24 ] |

## Listado de canciones
- Sencillo

| N.º | Título                            | Escritor(es)               | Productor(es)        | Duración |  |
| 1.  | «Scary Monsters and Nice Sprites» | Sonny Moore Rachael Nedrow | Skrillex Masterpiece | 4:03     |  |

## Posicionamiento en listas
| País           | Lista                            | Posición | Semanas | Ref.   |
| -------------- | -------------------------------- | -------- | ------- | ------ |
| Estados Unidos | Top Heatseekers                  | 3        | 48      | [ 25 ] |
| Noruega        | Norway Singles Top 20            | 18       | 1       | [ 26 ] |
| Suecia         | Sverigetopplistan Singles Top 60 | 20       | 29      | [ 27 ] |
| Canadá         | Hot Canadian Digital Song Sales  | 55       | 6       | [ 28 ] |
| Estados Unidos | Billboard Hot 100                | 69       | 14      | [ 29 ] |
| Francia        | SNEP Singles Top 100             | 71       | 3       | [ 30 ] |

| Año  | País   | Lista                              | Posición | Ref.   |
| ---- | ------ | ---------------------------------- | -------- | ------ |
| 2011 | Suecia | Sverigetopplistan Årslista Singlar | 50       | [ 31 ] |